# Enrico Perego
Enrico Perego (Settimo Milanese, 31 gennaio 1945) è un ex calciatore italiano, di ruolo attaccante.

## Carriera
Nella stagione 1964-1965 ha giocato 34 partite in Serie D con la maglia del Rapallo, con cui ha inoltre vinto il campionato ottenendo la promozione in Serie C; nella stagione 1965-1966 ha esordito in Serie B, campionato nel quale ha giocato 3 partite con la maglia del Monza, senza mai segnare. A fine stagione torna al Rapallo, con cui nella stagione 1966-1967 mette a segno 6 reti in 34 presenze nel campionato di Serie C; milita nella medesima categoria anche nella stagione 1967-1968, nella quale realizza 13 reti in 34 presenze in terza serie.
Nell'estate del 1968 viene ceduto all'Arezzo, formazione con la quale nella stagione 1968-1969 gioca in Serie C, contribuendo in modo decisivo alla vittoria del campionato con 10 reti in 35 presenze, che fanno di lui il miglior marcatore stagionale della squadra toscana; è il miglior marcatore stagionale del club toscano anche durante la stagione 1969-1970, nella quale gioca 34 partite e segna 4 reti nel campionato di Serie B. Gioca in seconda serie anche nella stagione 1970-1971, che termina con un bilancio di 11 presenze ed una rete. Successivamente veste la maglia del Treviso, con cui nella stagione 1971-1972 gioca 16 partite in Serie C.

## Palmarès

### Club

#### Competizioni nazionali
- Serie C: 1

Arezzo: 1968-1969
- Serie D: 1

Rapallo: 1964-1965